# Точка невозврата (фильм, 2018)
«Точка невозврата» (англ. Beirut; англ. The Negotiator в Великобритании) — американский политический триллер 2018 года режиссёра Брэда Андерсона по сценарию Тони Гилроя. 
Действие фильма происходит в 1982 году во время гражданской войны в Ливане. В нём Джон Хэмм играет бывшего американского дипломата, который возвращается на службу в Бейрут, чтобы спасти бывшего коллегу из местной политгруппы, ответственной за смерть его семьи. В фильме также снимаются Розамунд Пайк, Дин Норрис, Шей Уигем, Ларри Пайн и Марк Пеллегрино.
Премьера фильма состоялась 22 января 2018 года на кинофестивале «Сандэнс», а в США он был выпущен 11 апреля 2018 года. 
Он получил в целом положительные отзывы критиков, которые назвали его «захватывающим, несмотря на недостатки» и похвалили игру Джона Хамма и Розамунд Пайк.

## Сюжет
В 1972 году Мэйсон Скайлз — дипломат США в Ливане, живущий в Бейруте со своей ливанской женой Надей. Недавно они начали опекать Карима, 13-летнего палестинского мальчика, который утверждает, что у него нет семьи.
Устроив вечеринку, Скайлз сталкивается со своим другом, офицером ЦРУ Кэлом Райли, который хочет допросить Карима, чей брат Рафид Абу Раджал был связан с терактом на Олимпиаде в Мюнхене. Однако вечеринка подверглась нападению Рафида, который похищает Карима; в завязавшейся перестрелке Надя убита.
Десять лет спустя Мэйсон стал алкоголиком и работает арбитром по трудовым спорам в Новой Англии. Когда он решает трудовой спор между особо непримиримыми сторонами и изо всех сил пытается удержать свою небольшую фирму на плаву, к нему обращается Салли, старый клиент, от имени правительства США. Салли сообщает, что Мэйсона пригласили на академическую лекцию в Ливане, и вручает ему деньги, билет на самолёт и паспорт. Мэйсон сначала сопротивляется, но решает отправиться в Бейрут. Он встречается с несколькими правительственными чиновниками, включая офицера ЦРУ Дональда Гейнса, полковника Гэри Рузака из АНБ и посла Фрэнка Уэлена, вместе с офицером ЦРУ Сэнди Краудер, и узнаёт, что Кэл Райли был недавно похищен в Ливане. Похитители специально попросили Мэйсона в качестве переговорщика.
Группа встречается с похитителями и находит повзрослевшего Карима, возглавляющего организацию. Карим требует освободить своего брата в обмен на Райли, несмотря на протест американцев, что они не держат Рафида в плену. Мэйсон подозревает, что Рафида держит Израиль, и едет с Рузаком, чтобы добиться его освобождения. Израильтяне показывают, что у них нет Рафида, и Мэйсон возвращается в Бейрут, чтобы встретиться с Элис, женой Райли. Элис считает Мэйсона виновным в похищении Райли, полагая, что Райли остался в Ливане из-за своей вины в смерти Нади.
На следующий день, когда Мэйсон проводит лекцию в Американском университете Бейрута (официальная причина его визита), возле здания взрывается заминированный автомобиль. В последовавшем хаосе Мэйсону приказывают уйти, чтобы встретиться с Каримом. Карим приводит его к Райли, который тайно сообщает Мэйсону, что Рафида держит Организация освобождения Палестины (ООП) и что Гейнсу нельзя доверять. Перед тем как выпустить Мэйсона, Карим угрожает, что, если Рафид не вернётся позже той же ночью, он продаст Райли Ирану. Мэйсон возвращается в квартиру Райли, чтобы найти улики, где он встречает Краудер. Она говорит, что Гейнс крал деньги посольства и что Райли готовился сделать отчёт незадолго до своего исчезновения. Мэйсон убеждает Сэнди, что Рафида удерживает ООП, и она берёт 4 миллиона долларов из офиса ЦРУ, чтобы обменять их на Рафида.
Сэнди и Мэйсон атакуют офицера ООП, чтобы выкупить Рафида. После выкупа они привозят Рафида на обмен с Каримом. После обмена Райли на Рафида, Рафид застрелен снайпером Моссада из соседнего здания. Американцы успешно сбегают. Снайпер Моссада — Бернард, который впервые встретил Мэйсона, когда он прибыл в Бейрут. Бернард встречает Сандрин, любовницу офицера ООП, на которого напал Мэйсон, которая тоже является израильским агентом, и улетают на вертолёте. Перед отъездом из Бейрута Мэйсон узнаёт, что Гейнс неожиданно подал в отставку, а Рузак уехал из Бейрута. Краудер объявляет о своём намерении подать заявку на освободившуюся должность начальника базы ЦРУ, и Мэйсон предлагает свою помощь.
По окончании фильма показываются новостные кадры о последующем вторжении Израиля в Ливан, увеличении международного участия в этой стране и, наконец, о взрывах посольства США и казарм Корпуса морской пехоты США в Бейруте в 1983 году.

## В ролях
- Джон Хэмм — Мэйсон Скайлз, бывший дипломат США, который возвращается на службу, чтобы спасти бывшего коллегу.
- Розамунд Пайк — Сэнди Краудер, полевой офицер ЦРУ, работающая под прикрытием в американском посольстве, которой поручено сохранить жизнь Мэйсону и обеспечить успех миссии.
- Дин Норрис — Дональд Гайнес, офицер ЦРУ.
- Шей Уигем — Гэри Рузак, полковник Агентства национальной безопасности.
- Ларри Пайн — Фрэнк Уэлен, посол США в Ливане.
- Марк Пеллегрино — Кэл Райли, офицер ЦРУ, друг Мэйсона и бывший коллега.
- Ёав Садиан Розенберг — Карим Абу Раджал (13 летний).
- Идир Шендер — Карим Абу Раджал (взрослый).
- Хичам Оурака — Рафид Абу Раджал.
- Бен Аффан — Джассим/Рами.
- Лейла Бехти — Надя.
- Алон Абутбул — Рони Нив.
- Кейт Флитвуд — Элис, жена Кэла Райли.
- Дуглас Ходж — Салли.
- Джонни Койн — Бернард.
- Мохаммед аз-Завави — Фахми.
- Мохамед Аттуги — Раффик.
- Нил Хафф — Эрни.

## Производство
Сценарий фильма, первоначально называвшегося англ. High Wire Act, был написан Тони Гилроем в 1991 году. 
В мае 2015 года Deadline Hollywood сообщил, что режиссёром High Wire Act будет Брэд Андерсон и что Джон Хэмм подписал контракт на главную роль. 
В июле 2015 года к актерскому составу присоединилась Розамунд Пайк.. 
В мае 2016 года компания ShivHans Pictures взялась за продюсирование и финансирование фильма. К актерскому составу присоединились Дин Норрис, Шэй Уигэм, Ларри Пайн и Марк Пеллегрино.
Основные съёмки начались в Танжере (Марокко) в июне 2016 года.

## Релиз
Bleecker Street (company) приобрела права на распространение в США «High Wire Act» в июле 2017 года.
В январе 2018 года фильм, который был переименован в Beirut, был показан на кинофестивале «Сандэнс»
В США фильм вышел в прокат 11 апреля 2018 года.

## Отзывы

### Кассовые сборы
К 14 июня 2018 года закрытие «Точки невозврата» собрало 5 019 226 долларов США в США и Канаде и 2 490 210 долларов на других территориях, что составляет в общей сложности 7 509 436 долларов.
Фильм, показанный в 755 кинотеатрах, заработал 1 734 497 долларов в первые выходные, заняв 13-е место в прокате. 
Во второй уик-энд фильм собрал 1,1 миллиона долларов (падение на 39%) и занял 17-е место.

### Критика
На сайте-агрегаторе обзоров Rotten Tomatoes фильм имеет рейтинг одобрения 81 % на основе 129 обзоров и средний рейтинг 6,65/10. 
Согласно консенсусу критиков на веб-сайте, «"Точка невозврата" рассказывает сложную, тщательно спланированную историю международных интриг, усиленную яркими центральной игрой Джона Хамма и Розамунд Пайк».. 
 
На Metacritic фильм получил средневзвешенную оценку 69 из  100, на основе 31 критика, что указывает на «в целом положительные отзывы».
Деннис Харви из Variety назвал фильм «приятной олдскульной формой кинематографической шпионской интриги». Джон ДеФор, писавший для The Hollywood Reporter, охарактеризовал его как «политический триллер того периода, мотивы которого остаются актуальными».. 
 
Дэймон Уайз из Financial Times написал, что «Бейрут оказался на удивление чувствительным в своем подходе к Ближнему Востоку, обозначив область нюансированной борьбы за власть, а не мультяшную зону боевых действий в стиле Касабланки».. 

Брайан Таллерико из RogerEbert.com сказал что «это лучшая ведущая роль Хамма на сегодняшний день, напоминание о том, насколько хорошим он может быть, когда ему дают правильный материал».